# Валеева, Фарида Вадутовна
Вале́ева, Фарида́ Ваду́товна  (5 июля 1958 года, Казань, Татарская АССР, РСФСР, СССР) — российский учёный-медик, эндокринолог, доктор медицинских наук, профессор, заведующая кафедрой эндокринологии Казанского государственного медицинского университета.
Главный внештатный эндокринолог Минздрава России по Приволжскому федеральному округу. Заслуженный врач Республики Татарстан, лауреат Премии Правительства РФ в области науки и техники.

## Биография
В 1972 г. вступила в ВЛКСМ. С 1975 — секретарь курсового бюро комсомола, с 1977 — секретарь бюро ВЛКСМ факультета. С 1976—1981 г. работала бригадиром, командиром и врачом во Всесоюзных студенческих строительных отрядах.
В 1981 году окончила лечебный факультет Казанский государственный медицинский институт (КГМУ). Ленинский стипендиат.
С 1981 работает в Казанском государственном медицинском университете: преподает и ведёт исследования в области эндокринологии, в частности сахарного диабета.
С 1995 года возглавляет филиал курса эндокринологии кафедры терапии КГМУ на базе эндокринологического отделения городской клинической больницы № 7 (Казань).
С 2015 года заведующая кафедрой эндокринологии КГМУ.
Двое детей — Азат и Альфия, внук Ринат.

## Научная деятельность
С 1990 года развивает направление исследований «Сахарный диабет и беременность». Под её руководством был отработан алгоритм ведения беременных женщин с сахарным диабетом и организации стационарной помощи роженицам в перинатальном центре клинической больницы Республики Татарстан.
В 1990 году защитила диссертацию на соискание учёной степени кандидата медицинских наук. В 2005 году защитила докторскую диссертацию.
Автор более 320 российских и международных научных работ, из них более 30 учебно-методических. Научные разработки курса эндокринологии Валеевой обсуждались на международных и всероссийских конференциях, съездах, форумах и конгрессах.
Под её руководством защитились 9 кандидатских диссертаций.

## Членство и работа в профессиональных и научных организациях
- Член Правления Российской ассоциации эндокринологов и Ассоциации эндокринологов Республики Татарстан[9][10]
- Член Европейской Ассоциации по изучению сахарного диабета (с 2007)
- Член научно-проблемной комиссии по внутренним болезням Казанского государственного медицинского университета
- Член Аттестационной комиссии Минздрава Республики Татарстан по присвоению врачебных квалификационных категорий
- Член рабочей группы Управления здравоохранения Министерства здравоохранения Республики Татарстан по г. Казани
- Научный руководитель эндокринологического отделения г. Казани[11]
- Член редакционного совета научных журналов «Сахарный диабет», «Проблемы эндокринологии»[5]

## Награды и звания
- Заслуженный врач Республики Татарстан[1]
- Лауреат Премии Правительства РФ в области науки и техники[3]